# Trolöshet mot huvudman
Trolöshet mot huvudman är ett brott enligt svensk rätt, vilket regleras i brottsbalken 10 kap. 5 §.
Brottet innebär att man missbrukar sin förtroendeställning gentemot någon annan då man fått i uppgift att sköta ekonomiska angelägenheter, kvalificerad teknisk uppgift eller ska övervaka skötseln av sådan uppgift och detta missbruk innebär skada för huvudmannen. I så fall döms till böter eller fängelse i högst två år. 
Är brottet grovt döms till fängelse i lägst sex månader och högst sex år. Är gärningen belagd med straff enligt §§ 1-3 (förskingring, undandräkt, grov förskingring) är inte trolöshet mot huvudman aktuellt. Man betraktar normalt brottet som grovt om gärningsmannen begagnat vilseledande bokföring, falsk handling eller som det heter "tillfogat huvudmannen betydande skada".
Missbrukar någon sin förtroendeställning då man fått i uppdrag att sköta en rättslig angelägenhet, döms för trolöshet mot huvudman även då angelägenheten inte är av ekonomisk eller teknisk art.
I normalfallet kan man bara bli dömd för trolöshet för handlingar som man begår under den tid som det aktuella trohetsförhållandet äger bestånd, till exempel om man skadar arbetsgivaren/huvudmannen under en pågående anställning. Bara i undantagsfall kan man bli dömd för något man gjort sedan ett sådant trohetsförhållande upphört. Ett sådant exempel gäller den som senare röjer och/eller utnyttjar en företagshemlighet som han fick legitim del av i sin förra anställning. Då bryter man helt enkelt ett förtroende som man har haft och tillika anses ha kvar. 